# Њу Холанд (Илиноис)
Њу Холанд (енгл. New Holland) насељено је место у америчкој савезној држави Илиноис.

## Демографија
По попису из 2010. године број становника је 269, што је 49 (-15,4%) становника мање него 2000. године.
| Група             | 2000.       | 2010.       |
| Белци             | 315 (99,1%) | 259 (96,3%) |
| Афроамериканци    | 0 (0,0%)    | 0 (0,0%)    |
| Азијати           | 0 (0,0%)    | 0 (0,0%)    |
| Хиспаноамериканци | 0 (0,0%)    | 5 (1,9%)    |
| Укупно            | 318         | 269         |